# Liste der Bodendenkmäler in Tittling
Auf dieser Seite sind die Bodendenkmäler in dem niederbayerischen Markt Tittling zusammengestellt. Diese Tabelle ist eine Teilliste der Liste der Bodendenkmäler in Bayern. Grundlage ist die Bayerische Denkmalliste, die auf Basis des Bayerischen Denkmalschutzgesetzes vom 1. Oktober 1973 erstmals erstellt wurde und seither durch das Bayerische Landesamt für Denkmalpflege geführt wird. Die folgenden Angaben ersetzen nicht die rechtsverbindliche Auskunft der Denkmalschutzbehörde.

## Bodendenkmäler in der GemeindeGemarkungTittling
| Lage                | Objekt | Akten-Nr.     | Bild |
| ------------------- | --- | ------------- | ---- |
| Tittling (Standort) | Untertägige mittelalterliche und frühneuzeitliche Befunde im Bereich der ehemaligen Burg und des späteren Hofmarksschlosses von Tittling.                    | D-2-7246-0058 |      |
| Tittling (Standort) | Untertägige frühneuzeitliche Befunde im Bereich der abgegangenen katholischen Pfarrkirche St. Vitus in Tittling, darunter die Spuren einer älteren Bauphase. | D-2-7246-0059 |      |
| Tittling (Standort) | Untertägige spätmittelalterliche und frühneuzeitliche Befunde im Bereich der Burg und des späteren Schlosses Englburg.                                       | D-2-7246-0064 |      |
| Tittling (Standort) | Spätmittelalterlich-frühneuzeitliches Goldseifenhügelfeld.                                                                                                   | D-2-7246-0162 |      |